# Klaffnäsor
Klaffnäsor (Rhinopomatidae) är en familj fladdermöss som omfattar fem arter i ett enda släkte Rhinopoma. Arterna är insektsätare och runt 5 till 9 centimeter långa och känns igen på de 4 till 8 centimeter långa svansarna.

## Kännetecken

### Allmän kroppsbyggnad
Liksom alla andra fladdermöss har klaffnäsor en flygmembran som är uppspänd mellan de främre extremiteterna och bålen. Svansen är i jämförelse med övriga kroppen betydligt längre än hos övriga småfladdermöss (Microchiroptera). Den del av flygmembranen som ligger mellan bakbenen är liten och därför är svansen tydligt synlig som hos möss. Pälsen har en mörkbrun till gråbrun färg och undersidan är ofta lite ljusare. I ansiktet och vid bakre delen av buken saknas hår. Klaffnäsor saknar taggen vid fotleden som används av andra fladdermöss för att spänna upp bakre delen av flyghuden. Dessutom har de i motsats till andra fladdermöss en klotformad axelled och ett fullständigt vadben.
Dessa fladdermöss når en kroppslängd mellan 5 och 9 centimeter och därtill kommer en 4 till 8 centimeter lång svans. Deras vingspann ligger mellan 28 och 30 centimeter och vikten mellan 6 och 14 gram.

### Huvudet och tänder
Klaffnäsor har påfallande stora öron som kan riktas framåt så att de når längre fram än nosen. Dessa fladdermöss har möjligheten att sluta sina näsborrar – troligen som anpassning till det torra levnadsområdet. Nosen ger ett styvt och avrundat intryck, huvudsakligen på grund av arternas breda näsben. Deras intermaxillärknota är skild från överkäken.
Klaffnäsornas tanduppsättning påminner om tänderna hos andra insektsätande fladdermöss. Tandformeln är I 1/2 C 1/1 P 1/2 M 3/3, alltså 28 tänder.

## Utbredning och habitat
Arterna av familjen förekommer i norra Afrika och i södra Asien. I Afrika sträcker sig utbredningsområdet från Marocko och Egypten till Nigeria och Kenya. I Asien finns de säkert på Arabiska halvön, i Iran, Afghanistan, Pakistan och Indien. Det är oklart i vilken utsträckning de förekommer i Sydostasien. Enligt obekräftade berättelser lever de även i Malaysia, Myanmar och Thailand. Habitatet är torra och halvtorra områden som ofta saknar träd.

## Levnadssätt

### Allmänt
Liksom de flesta andra fladdermöss är klaffnäsor aktiva på natten. De vilar i grottor, bergssprickor och byggnader som hus och pyramider. De håller sig fast med fötterna och tummen. Individer av arten Rhinopoma hardwickei sover ensamma eller i mindre grupper. Grupperna består av 4 till 10 individer, ofta med samma kön. Flera grupper kan bilda en lös flock med upp till 100 individer. Hos de andra arterna bildas ofta flockar med över tusen individer som sover tillsammans.
Under hösten sparar de fettreserver, vanligen vid de delar av buken som saknar hår. Ibland är de före vintern dubbelt så tunga som vanligt. När det är kallt väder faller de ibland i ett stelt tillstånd (torpor). På så sätt uthärdar de flera veckor utan föda och dricka.

### Föda
Klaffnäsor livnär sig uteslutande av insekter. Liksom andra fladdermöss hittar de sina byten med hjälp av ekolokalisering. Klaffnäsor vistas vanligen 6 till 9 meter över marken när de flyger.

### Fortplantning
Honor parar sig en gång per år under våren. Dräktigheten varar vanligen 100 till 120 dagar och så föds ungarna oftast i juli eller augusti. Som hos andra fladdermöss föds i regel ett ungdjur åt gången. Det antas att honorna, liksom honor hos andra fladdermöss, bildar egna grupper för att uppfostra sina ungar tillsammans.
Efter ungefär två månader slutar honan med digivning. Könsmognaden infaller för honor efter cirka 9 månader och för hannar efter 16 till 17 månader.

## Klaffnäsor och människor
På grund av arternas torra habitat och människans glest fördelade boplatser i området är klaffnäsor mindre hotade än andra fladdermöss. IUCN listar nästan alla arter som livskraftiga (Least Concern), bara Rhinopoma macinnesi listas med kunskapsbrist (Data Deficient). Arterna är kulturföljare och sover i hus, håligheter i murar och ruiner. Sedan över 3000 år är det bekräftat att de vistas i Egyptens pyramider.

## Systematik
Klaffnäsornas närmaste släkting är trynfladdermusen (Craseonycteris thonglongyai) som lever i Sydostasien. Dessa två djurgrupper bildar överfamiljen Rhinopomatoidea.
Till släktet Rhinopoma räknas fem arter:
- Rhinopoma cystops, hittas i norra Afrika och på Arabiska halvön.
- Rhinopoma hardwickii, från nordvästra Afrika (Marocko och Senegal) över Egypten och Arabiska halvön till södra Asien (Afghanistan, Indien, Myanmar).
- Rhinopoma macinnesi, förekommer i Egypten, Kenya och Somalia.
- Rhinopoma microphyllum, är den största arten och lever i norra Afrika (Marocko och Egypten till Nigeria och Sudan) samt i sydvästra och södra Asien (fram till södra Indien), troligen även i Sydostasien.
- Rhinopoma muscatellum, är den minsta arten och finns i Oman, Iran och Afghanistan.

Uppstoppade djur som fanns med i gamla förteckningar men som idag är försvunna hittades troligen i Sydostasien (Burma, Thailand, Malaysia). Det är inte heller klarlagt om de tillhörde arten R. hardwickei eller R. microphyllum.
Fossila klaffnäsor är inte kända.